# Buchbach (Burghaslach)
Buchbach (fränkisch ebenfalls Buchbach) ist ein Gemeindeteil des Marktes Burghaslach im Landkreis Neustadt an der Aisch-Bad Windsheim (Mittelfranken, Bayern). Buchbach liegt in der Gemarkung Burghaslach.

## Lage
Der Weiler liegt am Lutzengraben, einem rechten Zufluss der Haslach. Eine Anliegerstraße führt nach Burghaslach zur Staatsstraße 2256 (1,2 km nordöstlich).

## Geschichte
Der Ort wurde im würzburgischen Lehenbuch, das im Zeitraum von 1303 bis 1313 entstanden ist, als „Bůchbach“ erstmals erwähnt. Der zugrunde liegende Gewässername bezeichnet einen von Buchen gesäumten Bach. Der Ort lag im Fraischbezirk der Castellischen Cent Burghaslach. Das Castellische Rittergut Buchbach war im Ort begütert. Zudem hatte es grundherrschaftliche Ansprüche in Dutendorf, Kleinweisach und Freihaslach.
Mit dem Gemeindeedikt (frühes 19. Jahrhundert) wurde Buchbach dem Steuerdistrikt Burghaslach zugeordnet. Zugleich entstand die Ruralgemeinde Buchbach, zu der Buchmühle und Harthof gehörten. Die Gemeinde unterstand dem Herrschaftsgericht Burghaslach. Vor 1837 wurde die Gemeinde aufgelöst: Buchbach und Buchmühle wurde nach Burghaslach eingegliedert, Harthof kam an die Gemeinde Kirchrimbach.

### Baudenkmäler
- Gutshof mit Wohnstallhaus und Scheune[11]

### Einwohnerentwicklung
| Jahr      | 001818 | 001840 | 001861 | 001871 | 001885 | 001900 | 001925 | 001950 | 001961 | 001970 | 001987 |
| Einwohner | *87    | 76     | *62    | 51     | 47     | 41     | 24     | 33     | 16     | 18     | 12     |
| Häuser    | *17    | 10     |        |        | 6      | 6      | 4      | 4      | 5      |        | 3      |
| Quelle    | [ 7 ]  | [ 13 ] | [ 14 ] | [ 15 ] | [ 16 ] | [ 17 ] | [ 18 ] | [ 19 ] | [ 20 ] | [ 21 ] | [ 1 ]  |

## Religion
Buchbach ist seit der Reformation evangelisch-lutherisch geprägt und nach St. Ägidius (Burghaslach) gepfarrt.